# 國際學校

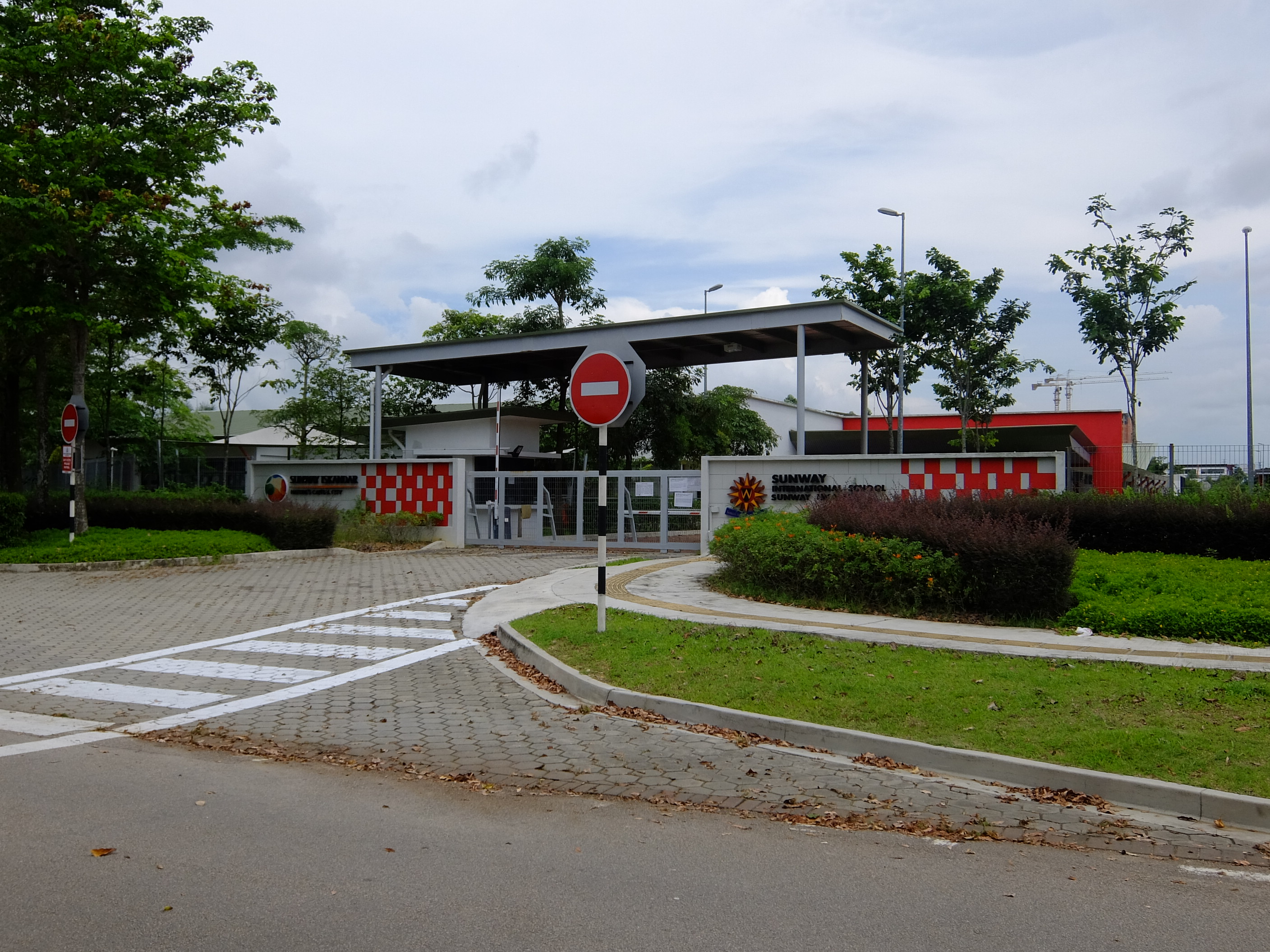
國際學校

国际学校大致上是指那些拥有相当比例的国外（境外）学生、所实施的学制和当地通行学制不同（如使用国外或境外学制）的学校。

## 亚洲

### 中國大陸
中國大陸的國際學校部分以中文為教學語言，亦有一些國際學校只招收外籍或港澳台學生。

### 香港
香港的國際學校是指為非以中文為母語的兒童提供教育的學校。香港的國際學校有私立、官立和津貼三種，但以私辦為主，數量超過40間。惟實際上不少國際學校的學生是香港本地學生。